# Canal de la racine de la dent
Le canal d'une racine d'une dent ou canal radiculaire est un canal qui débute au niveau de l'apex de la racine de la dent par le foramen apical. Il se termine dans la cavité de la couronne dentaire après avoir traversé le centre de la racine.
Si la dent possède plusieurs racines, chacune possède un canal.

## Contenu
Le canal radiculaire contient des tissus mous, tels que les nerfs, les vaisseaux sanguins et le tissu conjonctif formant la pulpe de la dent.

## Variations
Une racine peut contenir plus d'un canal radiculaire.
Des canaux radiculaires présentant une section ovale peuvent être retrouvés ou des canaux à section transversale « en forme de larme » lorsqu'une seule racine contient deux canaux (comme cela se produit par exemple avec la racine mésiale supplémentaire observée avec les molaires inférieures).

## Aspect clinique
Une forme inhabituelle du canal radiculaire, une ramification complexe (notamment l’existence de branches horizontales) et des canaux radiculaires multiples sont considérés comme les principales causes d’échec du traitement canalaire.